# 兵庫県立日高高等学校
兵庫県立日高高等学校（ひょうごけんりつ ひだかこうとうがっこう）は、兵庫県豊岡市日高町岩中にある県立高等学校。

## 設置学科
いずれも全県学区であり、県下全域から出願可能である。また募集定員に占める推薦入試の割合が100%となっているため、一般入試は行われない。
- 福祉科
- 看護科（5年一貫教育）
  - 専攻科（看護科の4年次、5年次）

看護師・介護福祉士の国家試験全員合格を目標としている。

## 沿革
- 1950年 - 兵庫県立豊岡高等学校日高分校（定時制課程・普通科）として、日高中学校内に設立
- 1962年 - 全日制課程・家庭科に課程変更
- 1963年 - 家政科に科名変更
- 1965年 - 衛生看護科設置
- 1969年 - 兵庫県立日高高等学校として独立
- 1975年 - 保育科設置
- 1991年 - 家政科募集停止
- 1994年 - 保育科募集停止、福祉科設置
- 2002年 - 衛生看護科募集停止、看護科（5年一貫教育）設置

## 寄宿舎
「進美寮」（しんめいりょう）と称す。女子寮であり、また専攻科の生徒は入寮できない。
- 兵庫県豊岡市日高町祢布951（学校に隣接）

## その他
- 現在は福祉科に7名、看護科に1名男子が在校している。（2019年度現在）。
- 校歌の歌詞にある「おとめ」が全て「ゆたか」に改訂された。